# Instiftelsemyt
Instiftelsemyt eller kultmyt är en myt som reciteras vid en kult som till exempel Nattvarden.